# Ermete Trismegisto

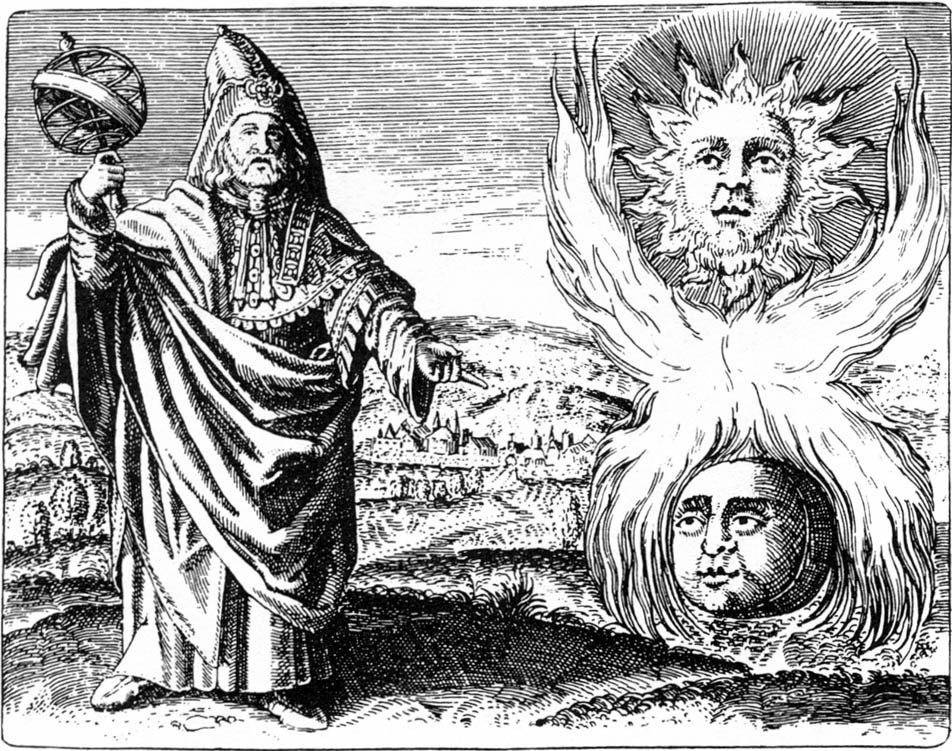
Ermete Trismegisto, che compie il matrimonio mistico tra Sole e Luna (dal Viridarium chymicum di Daniel Stolz von Stolzenberg, 1624)

Ermete Trismegisto (AFI: /erˈmɛte trizmeˈʤisto/; dal greco antico Ἑρμῆς ὁ Τρισμέγιστος, in latino Mercurius ter Maximus) è un personaggio leggendario di età pre-classica, venerato come maestro di sapienza e tradizionalmente ritenuto l'autore del Corpus Hermeticum. A lui è attribuita la fondazione della corrente filosofica nota come ermetismo e l'inizio dell'astrologia ellenistica.

## Significato del nome
Ermete Trismegisto significa letteralmente "Ermete il tre volte grandissimo". Con questo nome si voleva assimilare Ermete/Hermes, dio greco del logos e della comunicazione, a Thot, dio egizio delle lettere, dei numeri e della geometria. Essendo costume degli egizi iterare l'aggettivo «grande» davanti al nome delle divinità, Ermete era quindi appunto indicato come il grandissimo per tre volte (tris-megisto).
Nelle scritture egizie, infatti, il titolo del dio Hermes-Thoth è attestato nella forma 
| G26 · t · y | S43 | S43 |

 cioè Thoth due volte grande, in cui il geroglifico 
| S43 |

grande (cfr. copto ΑΙΑΙ) è ripetuto due volte. È quindi possibile ipotizzare che vi sia stata anche una forma 
| G26 · t · y | S43 | S43 | S43 |

Thoth tre volte grande, che sta alla base del greco τρισμέγας e τρισμέγιστος.
Secondo l'erudito del XVII secolo Athanasius Kircher: 
(Obeliscus Pamphilius, 91)

## Origini
Ermete fu fin dall'antichità accostato a Thot, presente nella tradizione egizia. Entrambi sono al servizio di una divinità superiore (Ermete è messaggero di Zeus, Thot è lo scriba di Osiride); Ermete è dio della parola e Thot è dio della parola e della letteratura; entrambi sono psicopompi, accompagnatori delle anime dei defunti nell'oltretomba. Sia Ermete che Thot sono inoltre, nelle loro rispettive culture, gli dèi della scrittura e della magia. A seguito di un tale processo di assimilazione tra divinità greche ed egizie, avvenuto nell'atmosfera sincretistica dell'Impero romano, Ermete Trismegisto divenne il dio rivelatore della verità e mediatore tra gli uomini e gli dèi.
Poiché Clemente di Alessandria riteneva che gli scritti sacri di Ermete fossero quarantadue e contenessero il nucleo degli insegnamenti formativi degli antichi sacerdoti faraonici, Siegfried Morenz suggerisce in proposito che il riferimento all'autorità di Thot si basasse su una tradizione piuttosto antica, e che il numero "quarantadue" probabilmente derivava dal numero dei nomi egiziani.
Giamblico attribuiva a Ermete decine di migliaia di opere, di grande antichità e immensa importanza, anteriori persino a Pitagora e Platone, che a quei testi avrebbero attinto.. L'origine egiziana delle dottrine ermetiche è stata poi ribadita da alcuni studiosi odierni come Martin Bernal.

## IlCorpus Hermeticum
Fu attribuito a Ermete Trismegisto un insieme di scritti iniziatici e filosofici, raccolti in epoca bizantina nel Corpus Hermeticum, parte dei quali rinvenuti anche tra i Codici di Nag Hammadi e risalenti intorno al IV secolo d.C.
Nel suo complesso, la "letteratura ermetica" è una categoria di papiri contenenti incantesimi e procedure di iniziazione. Nel dialogo Asclepio (dal dio greco della salute), facente parte del Corpus Hermeticum, è descritta ad esempio l'arte della telestiké cioè di richiamare o imprigionare gli angeli o i demoni all'interno di statue, con l'aiuto di erbe, gemme e profumi; sono descritti anche i metodi per far parlare e profetizzare tali figure. In altri papiri vi sono formule per costruire manufatti ed animarli. I testi ermetici inoltre si distinguono solitamente in due categorie: "filosofici" e "tecnici".
Il corpo ermetico termina con il "lamento di Asclepio" in cui si denuncia l'abbandono della religione egizia perché si è perso il significato spirituale della stessa. C'era un tempo in cui i sacerdoti riuscivano a far parlare le statue perché si mettevano in contatto con il divino. I sacerdoti vi riuscivano perché erano i mediatori fra il divino ed il sensibile. Col tempo questa spiritualità viene meno e i sacerdoti non colgono più, attraverso le statue, il messaggio divino. I sacerdoti diventano "cattivi" (avendo perso la spiritualità) e distruggono le statue in tante parti: le statue ora sono solo pezzi di pietra. Ciò simboleggia la totalità della perdita del significato spirituale e la fine del mondo. Da qui si sviluppa l'attesa di una nuova spiritualità, l'attesa di qualcosa di nuovo. Alcuni considerano il Lamento come anticipatore dei temi della Apocalisse. Infatti nel degrado della spiritualità e religione egizia possiamo leggere il degrado del cristianesimo in un'epoca di corruzione e arricchimento personale dei prelati, che porterà appunto alla distruzione.
Teologia negativa: la teologia positiva non è appropriata per cogliere l'Assoluto, perché nasce dalla capacità distintiva della ragione che si muove nella pluralità e diversità, a differenza dell'Uno che è totale unità e uguaglianza. Nominare Dio con i nomi che provengono dal mondo sensibile, può farci cadere nell'idolatria. Ermete Trismegisto ha detto:" Poiché Dio è l'universo delle cose, nessun nome gli è proprio, giacché o bisognerebbe che Dio fosse chiamato con tutti i nomi o che tutte le cose fossero chiamate con il suo nome". Ciò significa che nessun nome a Lui può essere attribuito. Quindi dalla teologia positiva che nomina Dio sulla base di definizioni e proprietà che provengono dal mondo sensibile, si passa alla teologia negativa: nessun nome può nominare Dio (Nicola Cusano rielabora questi aspetti del pensiero di Ermete nella sua opera del 1400 "La dotta ignoranza" Libro I cap. XXIV; i nomi positivi convengono a Dio solo in modo approssimativo perché Egli è infinità, egli è OLTRE rispetto a ciò che le parole esprimono).
Nel 1453 durante un viaggio in Macedonia, via Costantinopoli, il monaco italiano Leonardo da Pistoia scoprì quattordici libri originali, appartenuti a Michele Psello, di un'opera risalente all'XI secolo, scritta in greco per Ermete Trismegisto e intitolata "Hermetica" (in seguito detta Corpus Hermeticum). Ritornato a Firenze, il monaco Leonardo consegnò il Corpus Hermeticum a Cosimo de' Medici, che non più tardi del 1463 incaricò Marsilio Ficino di tradurlo dal greco al latino.
Il Corpus Hermeticum rappresentò la fonte d'ispirazione del pensiero ermetico e neoplatonico rinascimentale.

## Epoca cristiana
A trattare di Ermete, durante l'epoca cristiana, fu Lattanzio, consigliere dell'imperatore Costantino I. Tale influenza fu decisiva per la storia successiva, in quanto, presso il concilio di Nicea del 325 che dibatté la natura del Figlio di Dio (se "generato" o "creato", come sostenevano gli ariani), vinse la dottrina ermetica, che propugnava la consustanzialità delle prime due Persone della Trinità.

## L'influenza sul Medioevo e il Rinascimento

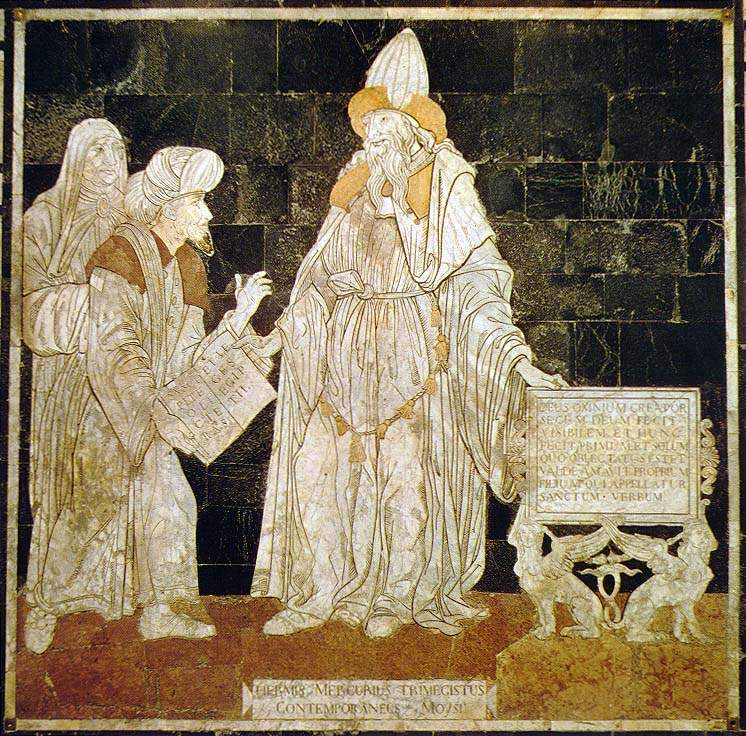
Ermete Trismegisto in un intarsio della Cattedrale di Siena

L'ermetismo ebbe una notevole influenza sulla cultura medioevale e rinascimentale. Le opere attribuite a Ermete Trismegisto, e conosciute come Corpus Hermeticum, ebbero grande credito e furono molto popolari tra gli alchimisti, che ritenevano il loro autore un "sapiente" realmente esistito e vissuto nell'Antico Egitto.
Secondo la modalità dell'evemerismo, Trismegisto sarebbe stato il figlio del dio Ermes, mentre nella cabala, che fu ereditata dal Rinascimento, si immaginava che fosse un personaggio contemporaneo di Mosè e che comunicasse ai suoi adepti una saggezza parallela a quella del patriarca biblico. Per questo l'etimologia occultista ha connesso i due personaggi creando il termine Thotmoses.
In seguito lo studioso calvinista Isaac Casaubon nel De Rebus sacris et ecclesiasticis exercitiones XVI (1614) mostrò che tali testi dovevano essere più recenti e potevano essere datati intorno all'anno 300. Ralph Cudworth obiettò nel 1678 che una tale datazione poteva essere applicata solo a tre dei diciassette trattati del Corpus Hermeticum e che Casaubon avrebbe omesso di riconoscere l'esistenza di una tradizione orale, che solo in epoca tarda sarebbe stata messa per iscritto in quei trattati, i quali rappresentano quindi un termine ad quem («fino al quale»), e non a quo («a partire dal quale»).

## Ermete Trismegisto moderno e occulto
In epoca moderna Ermete Trismegisto fu ritenuto patrono delle antiche pseudo-scienze dell'astrologia e dell'alchimia.

## Letteratura contemporanea
Ermete Trismegisto è anche un personaggio del romanzo Elianto di Stefano Benni. Nel romanzo egli ha il compito di inventare le leggi della natura ed assemblare gli animali in scatola di montaggio con i pezzi fornitigli da Dio.

Ermete Trismegisto è citato assai sovente anche nel romanzo di Umberto Eco Il pendolo di Foucault, edito da Bompiani nel 1988. Il suo nome compare anche nel romanzo Picatrix di Valerio Evangelisti e in molti racconti e romanzi brevi di H. P. Lovecraft.
"Così in basso come in alto: la legge di Trismegisto, l'Ermete che dall'Egitto segnava le stelle sul registro": con questa frase intonata da Franco Battiato che canta in featuring con Pippo Pollina nella canzone Finnegan's wake, viene citato Ermete Trismegisto.